# Skydancer
Skydancer är debutalbumet av det svenska melodisk death metal-bandet Dark Tranquillity från Göteborg, utgivet 1993. Det gavs ut 30 augusti 1993 av Spinefarm Records. På detta album sjunger Anders Fridén, innan han sedan lämnade bandet för In Flames. Mikael Stanne, som sedan blev bandets sångare, sjunger här på ett av spåren, "Shadow Duet".
Skydancer återutgavs 1996 med ett nytt omslag, då tillsammans med EPn Of Chaos and Eternal Night.

## Låtlista
1. "Nightfall by the Shore of Time" - 4:46
2. "Crimson Winds" - 5:28
3. "A Bolt of Blazing Gold" - 7:14
4. "In Tears Bereaved" - 3:50
5. "Skywards" - 5:06
6. "Through Ebony Archways" 3:47
7. "Shadow Duet" - 7:05
8. "My Faeryland Forgotten" - 4:38
9. "Alone" - 5:45

### Bonusspår 1996
- "Of Chaos and Eternal Night" - 5:12
- "With the Flaming Shades of Fall" - 3:38
- "Away, Delight, Away" - 5:22
- "Alone '94" - 5:43

## Banduppsättning
- Mikael Stanne - gitarr, sång på spår sju
- Niklas Sundin - gitarr
- Anders Fridén - sång
- Martin Henriksson - bas
- Anders Jivarp - trummor

### Gästmusiker
- Anna-Kaisa Avehall - sång (spår 3 och 6)
- Stefan Lindgren - sång (spår7)